# Иванов, Пётр Васильевич (геолог)
Пётр Васильевич Иванов (1912 — ?) — советский геолог, лауреат Ленинской премии (1966).

## Биография
Окончил Московский нефтяной институт им. Губкина (1938).
- 1938—1941 старший геолог нефтепромысла (Сахалин)
- 1941—1943 зам. главного геолога треста «Сахалиннефть»
- 1943—1945 зам. главного геолога «Дальнефтекомбината»
- 1945—1947 главный геолог треста «Сахалиннефть»
- 1947—1951 зам. главного геолога объединения «Дальнефть».

С 1951 года работал в объединении «Куйбышевнефть». С 1954 года главный геолог нефтепромыслового управления «Первомайнефть».
Ленинская премия 1966 года — за научное обоснование и практическое внедрение блоковых систем разработки нефтяных месторождений Куйбышевской области.